# Musée de la marine néerlandaise
Le Musée de la marine néerlandaise (en néerlandais : Marinemuseum  et en anglais : Dutch Navy Museum) est un musée maritime situé à Den Helder, aux Pays-Bas. Le musée, dans l'ancien chantier  de la base navale de Willensoord est consacré à l'histoire de la Marine royale néerlandaise (Koninklijke Marine). Il se compose de quelques bâtiments sur le rivage et de quelques bateaux sur le quai. Les bâtiments ont des expositions permanentes et temporaires, en partie sur l'histoire de la marine et en partie sur les développements techniques.

## Historique
En août 1962, le Musée  a ouvert ses portes dans le Peperhuisje sur la Havenplein à Den Helder  Cependant, le nom de ce bâtiment est incorrect, car il n'a jamais servi de poivrière. Le hangar d'origine était à une centaine de mètres au sud. Le premier musée était situé dans le grenier de ce bâtiment et il y avait des armes à feu, des uniformes, un périscope et des modèles de navires et d'avions.
En 1965, le musée a déménagé dans la cour du chantier naval de Willemsoord. Ce bâtiment est ainsi appelé à cause de la tour de l'horloge qui indiquait les heures de début et de fermeture du chantier. Le bâtiment a été construit vers 1823 pour le stockage de matériaux hautement inflammables.
En 1993, le sous-marin Hr.Ms. Tonijn a été amené sur la terre ferme et est devenu une partie du musée. Il a servi jusqu'en 1991 et est exposé à côté du bâtiment d'entrée actuel. Ce bâtiment d'entrée a été construit en 1995. La salle du Traditiekamer Willemsoord est devenue une partie du musée de la marine en 1997.

## Navires
Les navires les plus importants que possède le musée sont :
- Le sous-marin Hr.Ms. Tonijn
- Le navire cuirassé Zr.Ms. Schorpioen
- Le dragueur de mines Hr.Ms. Abraham Crijnssen
- Le trois-mâts à vapeur Hr.Ms. Bonaire (en cours de restauration).

En extérieur se trouve aussi la passerelle et le radar de l'ancienne frégate Hr.Ms. De Ruyter (F806).

## Galerie

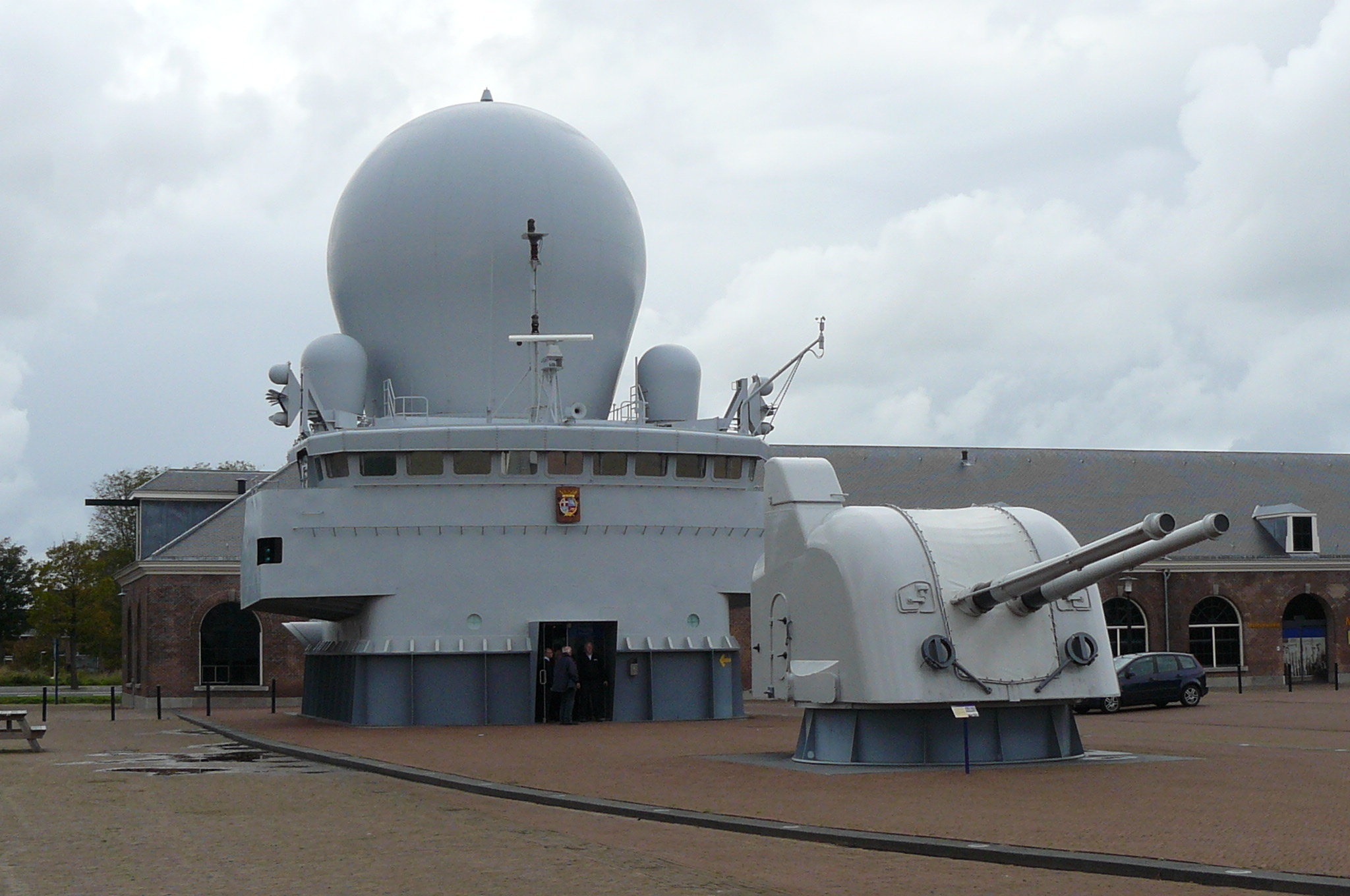
Passerelle et Radar du Hr.MS. De Ruyter
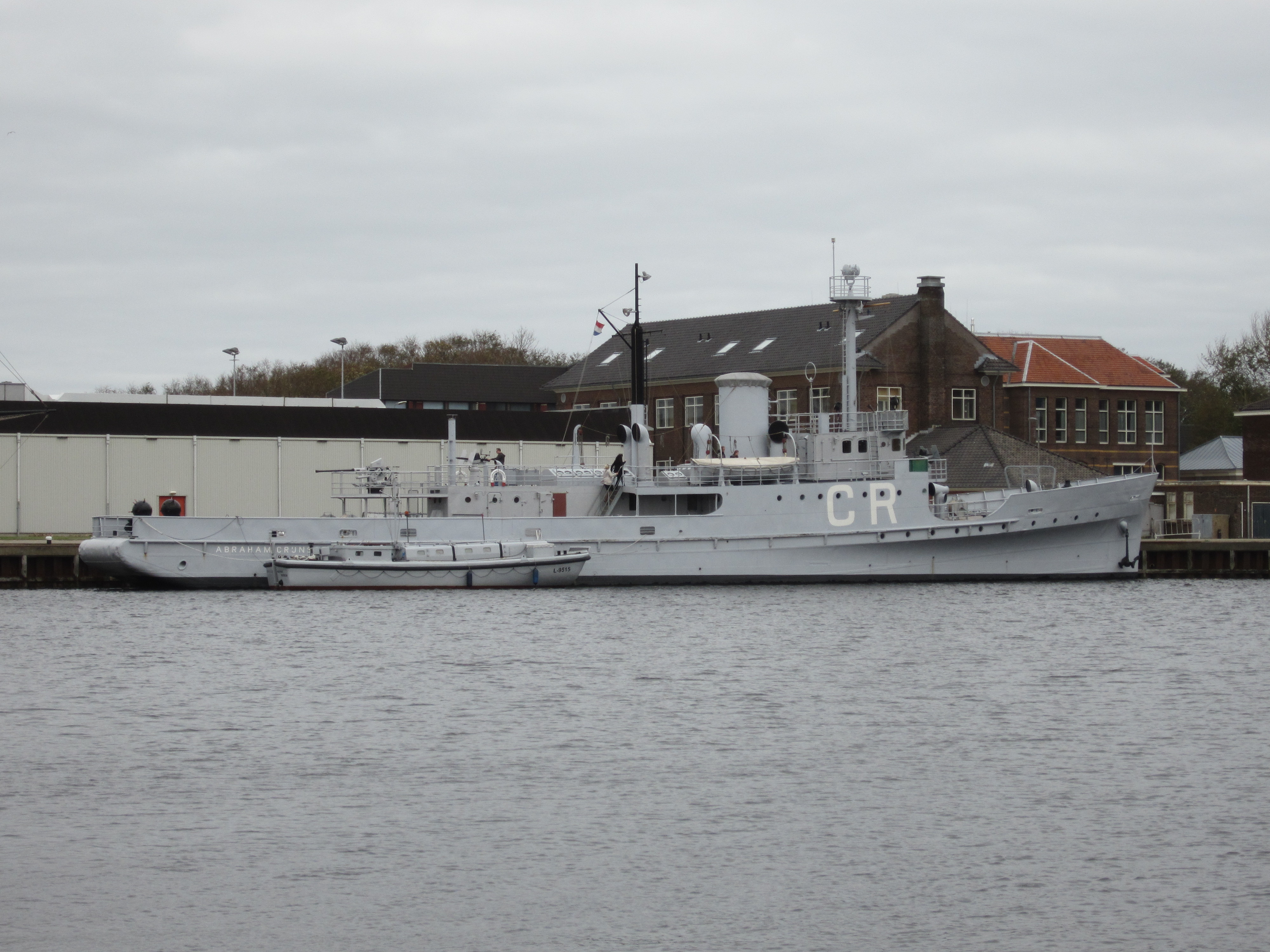
Hr.Ms. Abraham Crijnssen
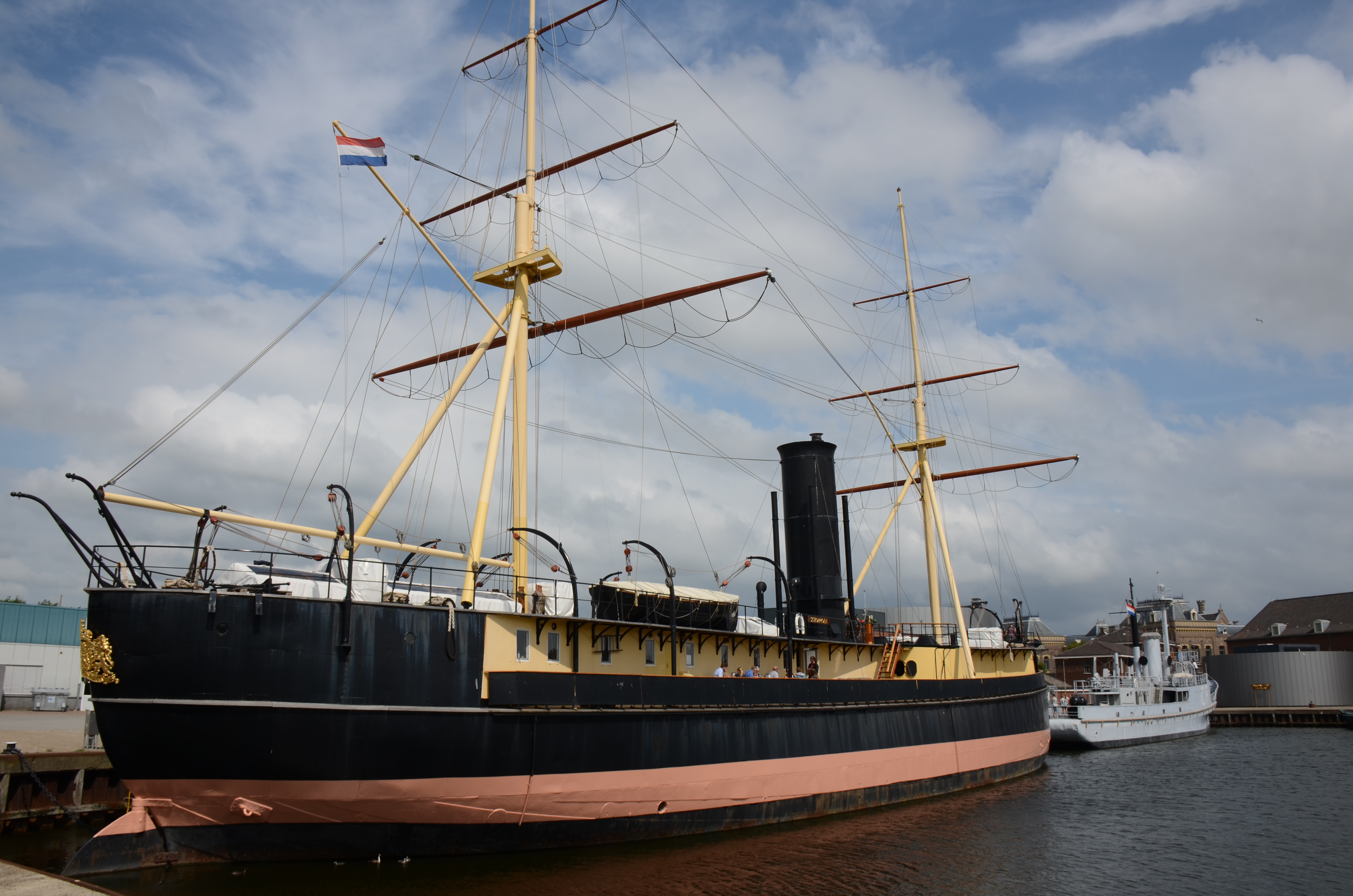
Schorpioen
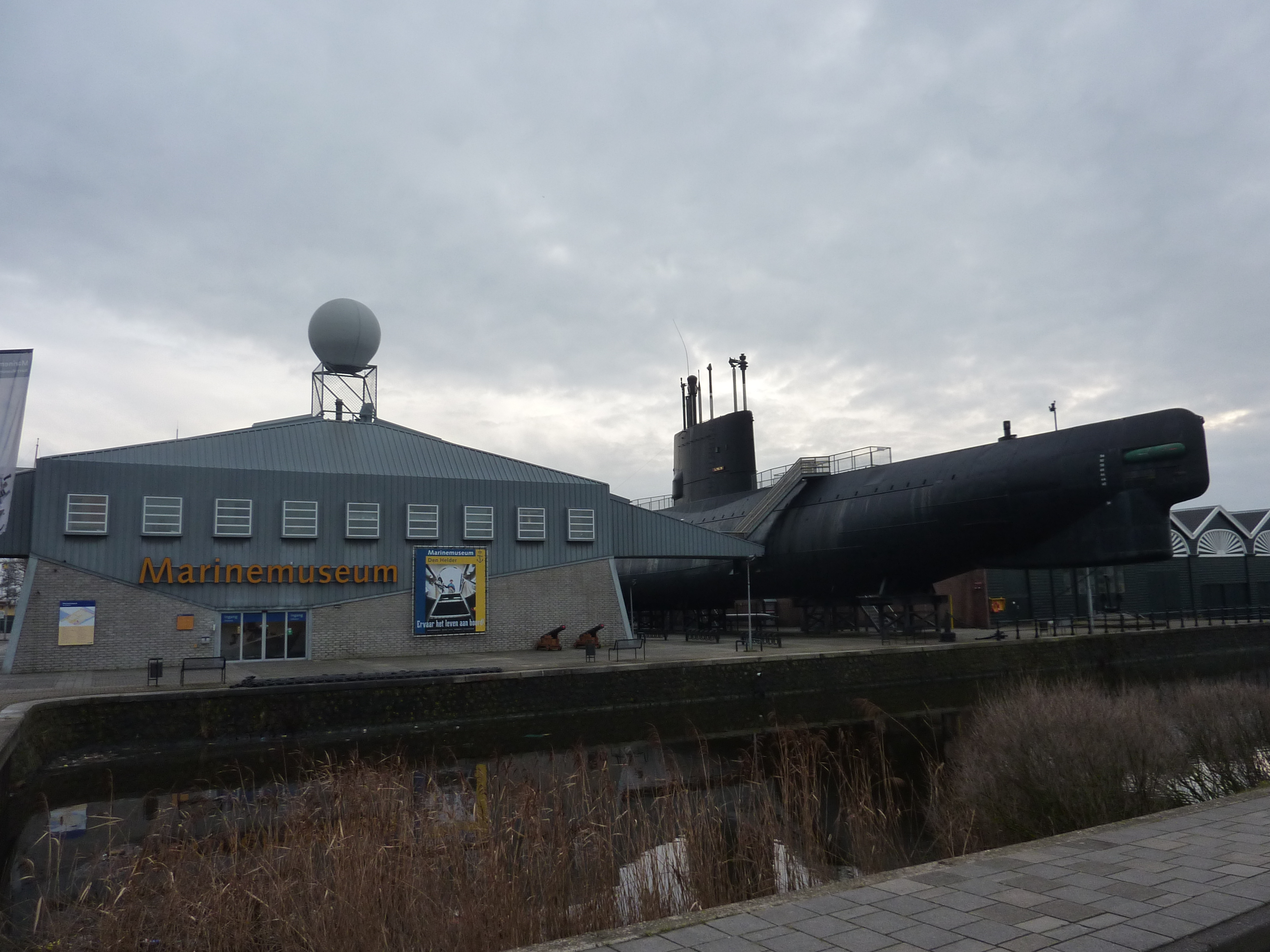
Sous-marin Tonijn